# 옥탑방 고양이 (드라마)
《옥탑방 고양이》는 2003년 6월 2일부터 2003년 7월 22일까지 방영된 문화방송 월화 미니시리즈로, 김유리가 쓴 동명의 인터넷 소설이 원작이다.

## 줄거리
법대생 경민은 절박한 상황에 처해 혜련의 불쌍한 친구 정은을 돕기로 결심한다. 이렇게 두 사람의 극도로 불안정한 우정은 시작되지만, 결국 두 사람은 한 지붕 아래, 더 정확히는 낡은 건물 옥상에서 함께 살게 된다.
이러한 로맨틱한 배경은 이 예상치 못한 사랑 이야기의 배경이 된다. 경민의 버릇없는 성격과 정은의 소박한 삶이 충돌하는 가운데, 경민은 정은의 친절함과 선량함을 이용하기 시작한다.

## 등장인물

### 주요 인물
- 김래원 : 이경민 역
- 정다빈 : 남정은 역
- 최정윤 : 나혜련 역
- 이현우 : 유동준 역

### 정은의 가족
- 장용 : 남상식 역 - 정은의 아버지, 파출소 소장
- 김자옥 : 김순덕 역 - 정은의 어머니
- 봉태규 : 남정우 역 - 정은의 첫째 동생, 고등학생

### 경민의 가족
- 김무생 : 이필득 역 - 경민의 할아버지
- 강부자 : 이경희 역 - 경민의 할머니

### 그 외 인물
- 한인수 : 나태수 역 - 혜련의 아버지
- 김창숙 : 혜련의 어머니 역
- 박남현 : 사채업자 역
- 김태현 : 준호 역 - 경민의 친구
- 서배준 : 배용준 역 - 경민의 친구
- 차주옥 : 경민의 작은어머니 역
- 김태우 : 남정민 역 - 정은의 둘째 동생
- 강순원, 박준하 : 정은의 셋째 동생 역
- 한민 : 정은의 친구 역
- 전성애 : 동네가게 주인 역
- 박형재 : 경민의 학교 선배 역
- 김현정 : 미나 역 - 경민의 여자친구
- 고진명 : 부동산업자 역
- 김승현
- 박규점 : 교수 역
- 전해룡
- 윤순홍 : 면접관 역
- 김성호 : 면접관 역
- 김기현 : 교수 역
- 성인자 : 정은네 집 주인 역
- 강수정
- 지혜
- 나재균
- 이호우

### 우정출연
- 김승민 : 강상우 역 - 정은의 맞선남

## 시청률
|      | 닐슨미디어 (전국기준) |
| ---- | --------------------- |
| 1회  | 14.8%                 |
| 2회  | 14.9%                 |
| 3회  | 16.9%                 |
| 4회  | 18.5%                 |
| 5회  | 20.3%                 |
| 6회  | 21.2%                 |
| 7회  | 24.7%                 |
| 8회  | 26.1%                 |
| 9회  | 23.0%                 |
| 10회 | 24.9%                 |
| 11회 | 26.6%                 |
| 12회 | 28.5%                 |
| 13회 | 29.9%                 |
| 14회 | 29.7%                 |
| 15회 | 30.8%                 |
| 16회 | 35.6%                 |

## 수상
- 2003년 MBC 연기대상 남자 최우수상, 남자 인기상 - 김래원
- 2003년 MBC 연기대상 여자 신인상 - 정다빈

## 참고 사항
- 정다빈이 분했던 남정은 역은 당초 김현주가 낙점됐으나[2] 다른 작품 출연을 이유로 난색을 표해 정다빈이 대신했다.
- 최정윤 자리에는 처음엔 유진이 낙점됐으나[3] 앨범 발매 문제로 거절하자 홍은희가 대타로 들어가는 듯 했지만, 홍은희는 MBC 내 사랑 팥쥐, SBS 별을 쏘다에 이어 또 비슷한 캐릭터를 연기해야 하는 탓인지 출연을 포기해 버렸다.[4]

## OST
옥탑방 고양이 OST에는 다음과 같은 곡들이 있다.
- 너의 향기 (오진우)
- 야옹 Theme (오진우)
- 야옹 Theme 2 (임하영)
- 사랑해 (오진우)